# ليه تانر
ليه تانر (بالإنجليزية: Les Tanner)‏ هو رسام كارتون وصحفي أسترالي، ولد في 15 يونيو 1927، وتوفي في 23 يوليو 2001.